# Fiat 615
Der Leicht-LKW Fiat 615 wurde von Fiat ab 1951 als Nachfolger des noch bis 1953 parallel gebauten Fiat 1100ELR produziert.
Er war mit einem Gesamtgewicht von 3100 kg als Pritschenwagen oder Fahrgestell für Aufbauten und als Sattelzugmaschine erhältlich, die Kabine war der des größeren Fiat 640 nachempfunden. Anfangs hatte er den neuen Benzinmotor mit 1395 cm³ und 29 kW (39 PS) bei 3800/min aus dem Fiat 1400 mit 4-Gang-Schaltgetriebe.
1952 kam der 615N ins Angebot, mit dem Fiat-Dieselmotor 305 mit 1901 cm³ und 29 kW (40 PS) bei 3200/min sowie einer Nutzlast von 1,65 Tonnen. Das „N“ kommt von der italienischen Bezeichnung Nafta für Diesel.
Der Fiat 615N war seinerzeit ein modernes Auto ohne viele Wettbewerber und eroberte auch im Export einen großen Marktanteil.
Ab 1953 gab es einen Kastenwagen sowie einen Omnibus mit 11 Sitzplätzen auf Basis des 615N. 1956 stieg die Leistung des Dieselmotors auf 32 kW (43 PS).
Fehlende Weiterentwicklung ließ die Modellreihe jedoch im Verkauf absinken und so wurde 1960 die zweite Serie, der Fiat 615N1 eingeführt. Dabei erhielt die Kabine einen höher angesetzten Kühlergrill und wurde annähernd quadratisch geformt. Die Chromleisten verschwanden, und das Gesamtgewicht stieg auf 3,5 Tonnen. Die Leistung des Dieselmotors stieg auf 37 kW (50 PS). In Frankreich wurde das Modell nun als Unic 615N1 vermarktet.
Bis 1965 wurde das Modell gebaut und erschien dann als Fiat 616. Dabei hatte er weiterhin die Kabine des 615N1, jedoch nun einen Dreizylinderdieselmotor mit 2,7 Liter Hubraum und 37 kW (51 PS), aber höherem Drehmoment.
Die Nutzlast lag nun bei 1,65 Tonnen bis 1,8 Tonnen. 1966 wurde das Modell zum 616N1 und hatte ein 5-Gang-Schaltgetriebe.
1968 trat ein komplett neu gestalteter Fiat 616 die Nachfolge an.

## Steyr 260 1953–1968
Ab 1953 wurde der Fiat 615 unter Lizenz als Steyr 260 von Steyr Daimler Puch in Österreich gebaut.
Es gab ihn mit dem 2,0-Liter-Benzinmotor aus dem Steyr 2000 mit hier 37 kW (50 PS) oder dem Fiat Dieselmotor.
1959 wurde der Steyr 260 ausschließlich bei Fiat produziert und unterschied sich nur noch durch die Markenembleme vom jeweiligen Fiat 615/616-Modell. Der Fiat 616 wurde als Steyr-Fiat 616 das Nachfolgemodell, ergänzt durch die Steyr-Fiat OM 40 Serie, die später zur OM X-Reihe wurde.

## Zastava 615B + 620B 1956–1975 / Zastava 615/616 1960–1985
Zastava, fast immer mit Fiat seit seiner Gründung 1953 verbunden, baute den Fiat 615 in Lizenz zwischen 1956 und 1985. Jedoch hatte das Modell den deutlich drehmomentstärkeren 1,9-Liter-Benzinmotor (Typ 105) mit 35 kW (47 PS) bei 3500/min, wie er auch im ebenfalls bei Zastava in Lizenz gebauten Fiat Campagnola eingebaut wurde.
Ab 1960 gab es den Zastava 620B mit einer Nutzlast von 2 Tonnen und einer 30 cm längeren Pritsche. Auch der Dieselmotor des Fiat 615 war erhältlich und wurde als Zastava 615 angeboten.
1975 gab es einen Perkins Engines-1600-cm³-Dieselmotor mit 40 kW (54 PS) und einen 2400-cm³-Dieselmotor mit 50 kW (68 PS).
Dieses Modell hieß Zastava 616. 1978 endete die Produktion des 615B/620B nach mehr als 36.000 Exemplaren für den lokalen Markt und Exporte in einige Länder Osteuropas.
Gleichzeitig erhielt der Zastava 616 eine Überarbeitung und wurde so bis 1985 gebaut.
Nachfolger war der Zastava/Iveco Daily.